# Ichneutes
Ichneutes is een geslacht van insecten uit de orde vliesvleugeligen (Hymenoptera) en de familie schildwespen (Braconidae).

## Soorten
Deze lijst van 25 stuks is mogelijk niet compleet.
- I. aborigen Belokobylskij, 1990
- I. alaskensis Ashmead, 1902
- I. bicarinatus (Ashmead, 1891)
- I. bicolor Cresson, 1872
- I. brevis Wesmael, 1835
- I. contortus Brues, 1933
- I. cultratus Belokobylskij, 1998
- I. dezhnevi Belokobylskij, 1998
- I. facialis Thomson, 1895
- I. flaviventris Hellen, 1958
- I. fulvipes Cresson, 1872
- I. hyperboreus Holmgren, 1869
- I. kamtshadal Belokobylskij, 1998
- I. koreanus Belokobylskij & Ku, 1998
- I. lapponicus Thomson, 1895

- I. liosternus Roman, 1924
- I. microstigma Thomson, 1895
- I. orientalis He & Chen, 1997
- I. pikonematis Mason, 1968
- I. popofensis Ashmead, 1902
- I. reunitor Nees, 1816
- I. rufithorax He & van Achterberg, 1997
- I. senator Papp, 1987
- I. stigmaticus Brues, 1933
- I. wuyiensis He & Chen, 1997